# 박창복
박창복 상궁(朴昌福 尙宮, 1906년 ~ 1981년) 은 김명길 상궁과 함께 순정효황후 윤씨를 모셨던 창덕궁 낙선재 시절의 상궁이다.

## 생애
처음에 그녀는 창덕궁 세답방 나인(洗踏房 內人)으로 들어왔다가 도중에 본방나인 정씨(鄭氏)의 후임으로 지밀로 옮겨왔으며, 그 때 지밀 노상궁들이 네 번이나 와서 선을 보고 혈통(血統)을 조사하는 등 까다로운 조건을 뚫고 당시 100여명의 젊은 궁녀들 중에서 발탁(拔擢)되었다고 한다.

## 같이 보기
- 순정효황후
- 김명길
- 성옥염